# Sasán
Sasán II (en persa: ساسان‎, siglo II) fue rey de Fars (Persia) fundador de la dinastía sasánida, que regirá el Imperio persa a partir de su nieto Ardacher I.
Según las crónicas de Ardacher, Sasán era un pastor o un soldado al servicio o acogido por el rey y astrólogo Babak II que descendía de los aqueménidas, aunque lo mantenía en secreto. Pero un sueño reveló a Babak que un hijo de Sasán gobernaría el mundo, por lo que le dio la mano de su hija. De este matrimonio nacería Ardacher, que venció a los partos y se proclamó rey de reyes. Más tarde, cuando ya eran ancianos, Sasán y Babak discutieron y acudieron a Ardacher, que ya era rey, para que actuara de juez. Este resolvió la disputa proclamándose hijo de Babak y descendiente de Sasán.
Actualmente los historiadores aceptan mayoritariamente que Ardacher era hijo de Babak y nieto de Sasán, sobre todo a raíz del hallazgo de una inscripción en la kaaba de Zoroastro que define a Babak como padre de Ardacher y a Sasán como su ancestro. Según esta misma inscripción la madre de Ardacher se llamaba Denak, pero no especifica si era la mujer de Sasán o no.
Otra diferencia entre ambos personajes radica en los apelativos que figuran en las inscripciones. Mientras que Sasán es llamado señor, Babak figura como dios, que puede interpretarse en el ritual persa como nuestro actual majestad.